# DigiKey
DigiKey是一家总部位于美国明尼蘇達州锡夫里弗福尔斯的电子元件銷售公司。该公司成立於1972年。截至2024年，DigiKey是北美第四大电子元件分销商，也是全球第五大电子元件分销商。 